# Monumento Natural de Carenque
O Monumento Natural de Carenque é uma jazida de pegadas de dinossáurios situada na freguesia de Belas (Sintra), concelho de Sintra, assim classificado em 1997 pelo Decreto n.º 19/97, de 5 de maio, sendo constituída por uma pista com extensão de 120 metros, onde é possível encontrar centenas de pegadas de dinossauros quadrúpedes herbívoros e icnitos tridáctilos.
A jazida foi descoberta por Carlos Coke e Paulo Branquinho, alunos de Galopim de Carvalho, em 1986, numa pedreira desativada 1 km a SE de Belas, situando-se numa delgada camada de calcário do Cretácico Superior (Cenomaniano Médio Superior), com uma idade estimada em 90 a 95 milhões de anos, contendo o registo fóssil de mais de uma centena de pegadas de dois quadrúpedes herbívoros e, possivelmente, por carnívoros bípedes. Galopim de Carvalho promoveu uma campanha pública junto de várias entidades e uma petição pública - o então presidente da República, Mário Soares, visitou o local em 1993, numa edição das suas presidências abertas - para evitar a destruição das pegadas, situadas no local onde o governo liderado por Aníbal Cavaco Silva pretendia construir a CREL (A9), que passou a seguir em túnel naquele troço, por baixo do local das pegadas.
Em 2001, a Câmara Municipal de Sintra, então liderada por Edite Estrela, chegou a projetar para o local um museu e um centro de interpretação, mas o projeto não se concretizou.
Em 2021, na sequência de uma providência cautelar interposta por Galopim de Carvalho, a Câmara Municipal de Sintra e o Instituto da Conservação da Natureza e das Florestas foram condenados pelo Tribunal Administrativo e Fiscal de Sintra a fazer a limpeza e a manutenção do local, colocando sinalética que proíba o despejo de resíduos e a efetuar controlo de acessos ao local. A Câmara Municipal de Sintra, liderada por Basílio Horta, defendeu que a responsabilidade pelo local caberia ao Estado e ao proprietário do terreno, comprometendo-se apenas a intimar o proprietário a efetuar a limpeza do local e a efetuar essa limpeza em caso de incumprimento do proprietário, embora manifestando abertura caso a sua colaboração lhe fosse solicirada para um eventual projeto. O Instituto da Conservação da Natureza e das Florestas defendeu para o local uma «solução realista» que tenha em consideração o «potencial pedagógico» do monumento.
O monumento encontra-se encerrado a visitantes, após as pegadas terem sido moldadas em látex e cobertas com sedimentos para sua proteção.